# Покровский, Андрей Георгиевич (адмирал)
Андре́й Гео́ргиевич Покро́вский (14 (26) августа 1862 — 1944) — вице-адмирал Российского императорского флота (1916), в 1918 году — адмирал Украинского державного флота, Морской министр Украинской державы.

## Биография
Родился в дворянской офицерской семье происхождением из запорожских казаков. Православного вероисповедания.

### Начало карьеры
Окончил Морское училище в Санкт-Петербурге (1882), Минный офицерский класс (1892), курс военно-морских наук Николаевской морской академии (1900).
Мичман (1882). Лейтенант (1890). Служил флагманским минным офицером практической эскадры, затем учебной эскадры, Балтийского моря (1896—1899). Позже был старшим офицером крейсера II ранга «Африка» (1899—1902) и броненосца береговой обороны «Адмирал Сенявин» (1902).
В 1903 году удостоен чина капитана 2-го ранга. Командовал миноносцем «Поражающий» (1902—1904). В период с 1904 по 1908 год командовал минным крейсером (эсминцем) «Доброволец».
С 1908 года — капитан 1-го ранга. В 1908—1910 годах — начальник дивизиона испытывающих эскадренных миноносцев Балтийского флота.

### Служба на Черноморском флоте и Первая мировая война

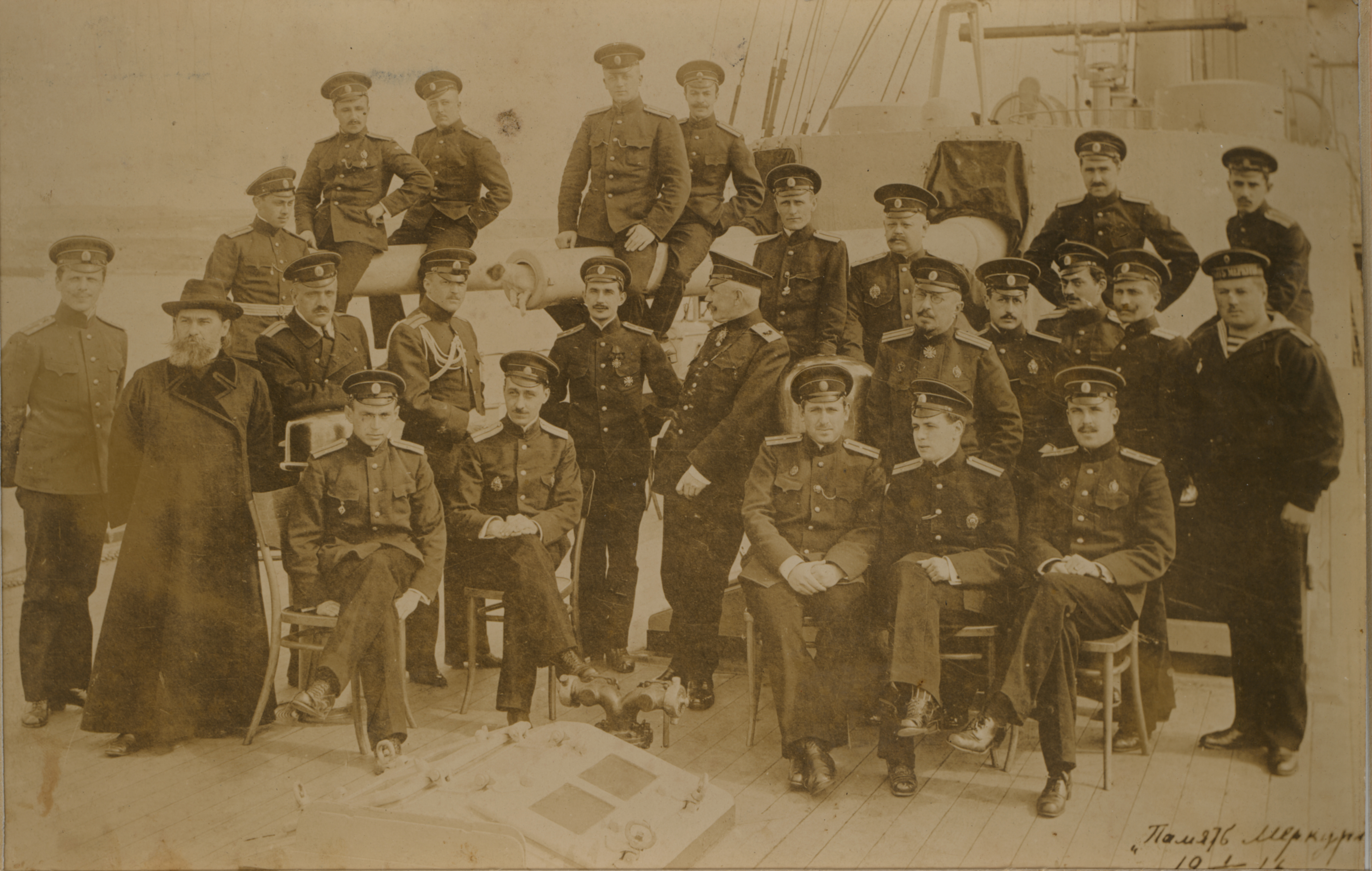
Офицеры крейсера "Память Меркурия",
А. Г. Покровский стоит в центре, в профиль.

В 1910 году переведен на Императорский Черноморский флот, где был назначен командиром броненосца (линкора) «Ростислав», которым он командовал до декабря 1911 года.
7 декабря 1911 года Покровского назначают исправляющим должность начальника штаба командующего Морскими силами Чёрного моря. 25 марта 1912 года он был произведен в контр-адмиралы, с утверждением в занимаемой должности.
Штабу Покровского удалось в значительной мере активизировать кораблестроительные работы, и к ноябрю 1913 года спустить на воду в Николаеве линейный корабль, 2 эсминца и 3 подводные лодки. 4 августа 1913 года он лично возглавил комиссию по приему первого в мире подводного минного заградителя «Краб». Покровский, готовя флот к боевым действиям, требовал у Военного ведомства передать в ведомство его штаба береговые батареи и крепости всего черноморского побережья, также он намеревался организовать в Чёрном море постоянные дозоры дежурных сил.
С 1913 года контр-адмирал Покровский — начальник Черноморской минной дивизии и на этой же должности встретил Первую мировую войну. Эсминцы под командованием контр-адмирала Покровского имели несколько боевых столкновений с германскими крейсерами «Гебен» и «Бреслау».
В 1915 году соединение Покровского проводило атаки на турецкие укрепления в Босфоре, принимало участие в многочисленных боевых походах в район Инада—Босфор—Эрегли, Босфор—Варна, по охране Одессы, Днепровского лимана, на поддержку Кавказского фронта.
В 1916 году адмирал Покровский был назначен на должность начальника штаба командующего Черноморским флотом и за отличие по службе (за успешную организацию и проведение морских десантных операций и штурмов Трапезунда и Ризе, что имело важнейшее значение для хода войны на турецком фронте), был произведен в вице-адмиралы со старшинством в чине — с 10.04.1916. До конца мая 1916 года в захваченные турецкие порты флотом было доставлено 34 тыс. человек, 6500 лошадей, более 100 тысяч пудов разного военного материала.
28 июня 1916 года освобождён от должности начальника штаба командующего Черноморским флотом и в тот же день назначен начальником 2-й бригады линейных кораблей Черноморского флота.
В 1917 году Покровский — начальник Николаевского порта и градоначальник города Николаева. Был женат, имел одну дочь.

### На службе Украинской народной республике и Украинской державе
Вице-адмирал Покровский, будучи по происхождению украинцем, поддержал национальное украинское движение на флоте, которое активизировалось летом 1917 года, вскоре после Февральской революции. Поддерживал украинские флотские организации — Движение за единение матросов, Черноморскую общину, общество «Кобзарь». Приветствовал переход части флота под власть украинской Центральной Рады. После Октябрьской революции и поражения украинского движения на флоте, адмирал, спасаясь от большевиков, вынужден был переехать в Одессу, которая контролировалась вооруженными формированиями Центральной Рады. В конце декабря 1917 года покинул Одессу и переехал в Киев.
В декабре 1917 года официально перешёл на службу Центральной Раде. В январе 1918 года работал в Морском Секретариате над организацией национального украинского флота и активно противился намерению Центральной Рады осуществить реализацию идеи добровольной службы в украинском флоте, однако ему это не удалось.
27 марта 1918 года бы назначен начальником охраны Юго-западной части Чёрного моря с временным штабом в Одессе. Его усилиями были реорганизованы Дунайская и Транспортные флотилии. Однако созданный флот бездействовал, а сам Покровский все это время находился в Киеве, пытаясь координировать деятельность Морского ведомства. 24 апреля 1918 года вице-адмирал назначается главным начальником всех портов Чёрного и Азовского морей.
В последующие месяцы адмиралом Покровским в значительной мере были преодолены последствия ситуации, которая сложилась 29 апреля 1918 года, когда Черноморский флот под командованием адмирала М. П. Саблина заявил о своём переходе на сторону Центральной Рады и поднял украинский флаг, но затем большевики, сагитировав команды некоторых кораблей, добились того, что экипажи последних увели их в Новороссийск. Поскольку это событие являлось прямым нарушением Брестского мирного договора, немцы вскоре оккупировали Севастополь и своими силами расформировали ту часть флота, которая не поддалась на провокации большевиков и осталась в Севастополе под украинским флагом, так как немцы всерьез опасались повторения этой ситуации.
Естественно, такой захват флота возмутил всё руководство украинского флота. Адмирал Покровский был в числе тех, кто требовал скорейшей передачи Украинской державе всего флота.
10 мая 1918 году Гетман создал комиссию по реформированию Морского ведомства. Начальником комиссии был назначен адмирал Покровский. В итоге было решено Морское ведомство оставить в составе Военного министерства, не выделяя его как отдельное министерство. 20 мая 1918 года приказом Главного командира портов Чёрного моря адмирала Покровского были назначены комиссии для передачи германскому командованию бывшего немецкого парохода «Кача». 23 мая 1918 года по приказу Покровского начинается формирование трёх полков украинской морской пехоты.
1 июня 1918 года комиссия по реформированию Морского ведомства представила Морскому генеральному штабу план строительства и реформирования военно-морского флота Украинской державы. В это же время Покровский организовывает в Одессе действующий штаб флота, и восстанавливает боеспособность Дунайской флотилии, усилиями которой было выполнено боевое траление Одесского рейда, после чего впервые за долгие годы войны здесь стало возможным восстановление движения торговых судов.
Адмирал, несмотря на свою разностороннюю деятельность, продолжал находиться на должности главного начальника портов Чёрного и Азовского морей. Принимал участие в работе Геральдической комиссии, по вопросам разработки и утверждения военно-морских флагов Украинской Державы, был одним из сторонников присвоения Украине Андреевского флага.
14 ноября 1918 года Покровский был назначен морским министром Украинской Державы. На этом посту адмирал пробыл месяц, добиваясь все это время от правительства дополнительных ассигнований на флот. После падения Украинской державы адмирал Покровский, не признав республиканского правительства УНР, оставил министерский пост и перешёл на сторону «белого» движения.
Был арестован большевиками в апреле 1919 года, в декабре 1919 года бежал.

### В эмиграции
В эмиграции проживал в Болгарии, где был членом общества Единения русских в Болгарии. Переехал в Бельгию, где до 1930 года работал рабочим-машинистом в Льеже. В 1938 году переехал в Египет.
Умер в 1944 году. Погребён на кладбище православного монастыря Святого Георгия в Старом Каире (склеп под русской церковью).

## Награды
Российской империи:

ордена:
- Святой Анны 3-й степени (1895)
- Святого Станислава 2-й степени (18.04.1899)
- Святой Анны 2-й степени (17.04.1905)
- Святого Владимира 4-й степени с бантом (за 25 лет выслуги)  (1908)
- Святого Владимира 3-й степени (1911)
- Святого Станислава 1-й степени (06.12.1913)
  - мечи к имеющемуся ордену Святого Станислава 1-й степени (16.02.1915)
- Святой Анны 1-й степени с мечами (13.07.1915)
  - мечи к имеющемуся ордену Святого Владимира 3-й степени (14.03.1916)

медали:
- «В память царствования императора Александра III» (1896)
- «За труды по первой всеобщей переписи населения» (1897)
- «В память коронации Императора Николая II» (1898)
- «В память 300-летия царствования Дома Романовых» (1913)
- «В память 200-летия морского сражения при Гангуте» (1915)

знаки отличия:
- Золотой знак об окончании полного курса наук Морского кадетского корпуса (1910)

Иностранные награды:
- Французский орден Почётного легиона, кавалерская степень (1898)
- Французский орден Почётного легиона, офицерская степень (1909)
- Румынский орден Короны Румынии 2-й степени, большой офицерский крест (1912)